# Завод феросплавів у Думбрії

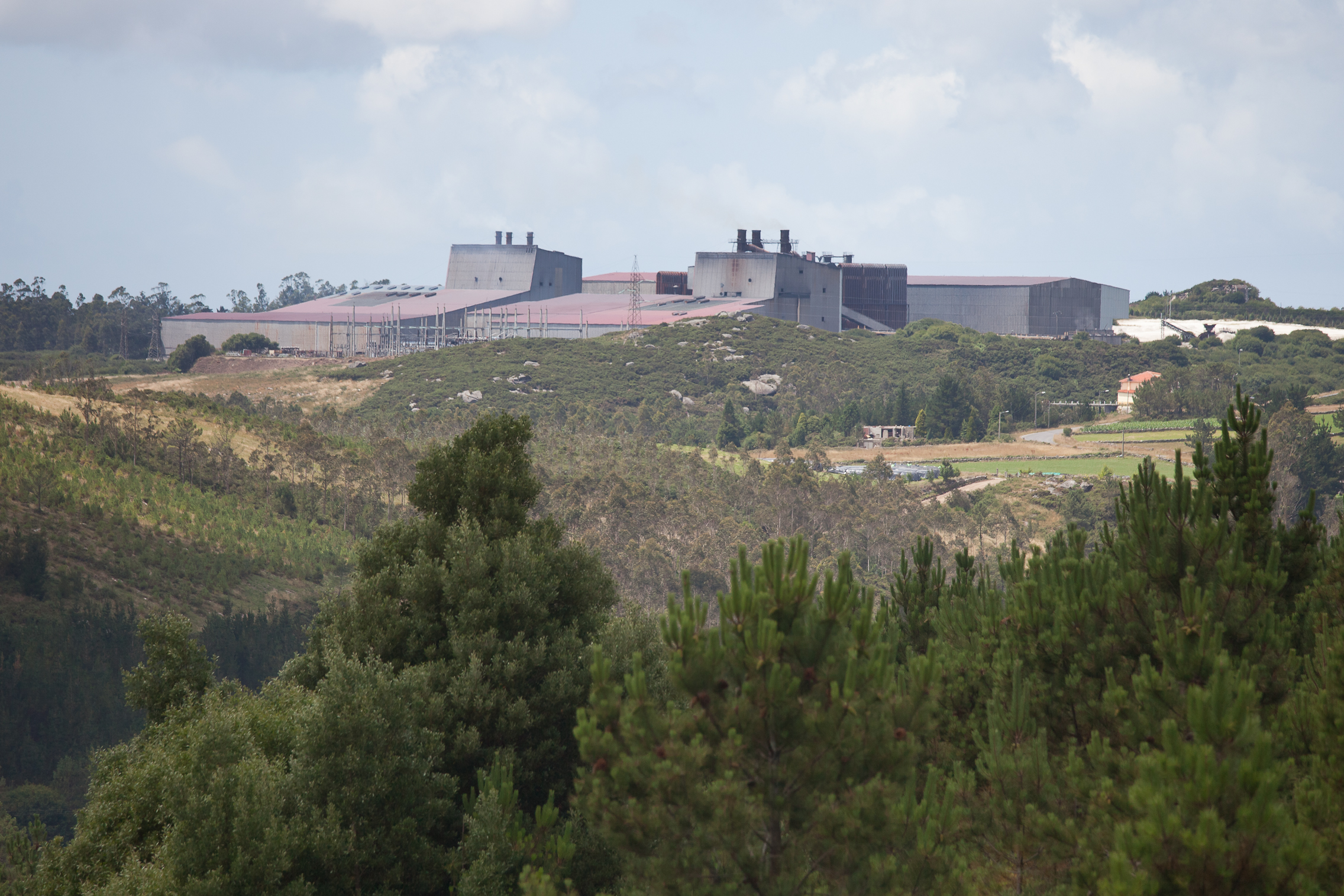
Вигляд заводу

Завод феросплавів у Думбрії — виробничий майданчик на північному заході Іспанії.
Завод ввела в дію у 1977 році компанія Sociedad Española de Carburos Metálicos, яка вже володіла розташованим неподалік феросплавним заводом у Сее. У 1992-му новим власником стала компанія FerroAtlántica (одночасно увійшла до іспанської групи Villar Mir), яка того ж десятиліття сконцентрувала в своїх руках всю феросплавну галузь Іспанії (крім Думбрії та Сее, також заводи в Монсоні, Бу, Сабоні). З 2015-го майданчик у Думбрії перейшов під контроль Ferroglobe, створеної шляхом злиття FerroAtlántica з американською Globe Specialty Metals. Втім, уже у 2019-му інвестиційний фонд Sixth Street Partners викупив завод у Думбрії та з 2020-го передав його компанії Xallas Electricidad y Aleaciones (XEAL) разом з заводом у Сее та гідроенергетичним підрозділом, що включав 10 ГЕС загальною потужністю 167 МВт. В 2023-му XEAL придбала чеська компанія Energo-Pro, яка передусім спеціалізується у галузі гідроенергетики.
На відміну від заводу в Сее, який передусім випускає марганцеві феросплави, майданчик у Думбрії сконцентрований на роботі з кремнієм. Станом на середину 2010-х він міг щорічно продукувати 61 тисячу тонн феросилицію, 6 тисяч тонн рафінованого феросиліцію, 6 тисяч тонн феросиліцію особливої чистоти та 13 тисяч тонн мікрокремнезему.
Основне обладнання заводу становлять дві печі потужністю 72 МВт і 39 МВт.
Можливо також відзначити, що необхідний для виробництва феросиліцію кварц міг постачатись належними Ferroglobe копальнями, як то Серрабаль, Сонія, Кончітіна та Есмеральда.